# Xiaitettix
Xiaitettix is een geslacht van rechtvleugeligen uit de familie doornsprinkhanen (Tetrigidae). De wetenschappelijke naam van dit geslacht is voor het eerst geldig gepubliceerd in 1993 door Zheng & Liang.

## Soorten
Het geslacht Xiaitettix omvat de volgende soorten:
- Xiaitettix guangxiensis Zheng & Liang, 1993
- Xiaitettix yunnanensis Zheng & Mao, 2010

### Synoniemen
- Xiaitettix emeishanensis Deng, Zheng & Yang, 2012 =>[1] Tuberfemurus laminatus Zheng, 1992